# Religioni in Belgio
Le religioni in Belgio sono diversificate ma con il cristianesimo, in particolare la Chiesa cattolica in Belgio, che rappresenta ancora la comunità più grande, sebbene abbia subito un significativo declino a partire dagli anni ottanta (quando era seguita da oltre il 70% della popolazione).
Secondo un'indagine statistica dell'Unione europea del 2012 circa il 65% dei belgi dichiara ancora di appartenere alla cristianità, con il 58% di cattolici. I membri della chiesa ortodossa, del protestantesimo e delle altre confessioni cristiane rappresentano rispettivamente il 2% e l'4% degli abitanti: l'ateismo è al 7%, l'irreligiosità all'20%, ed il restante 1% non sa/non risponde.
La seconda più grande religione presente è l'islam, che rappresenta il 5% della popolazione totale a partire dal 2009 e arrivati a 728.000, o circa il 7% nel 2016.
La politica belga attua la separazione tra Stato e Chiesa e la libertà di religione è garantita dalla costituzione belga.

## Credenze e pratiche

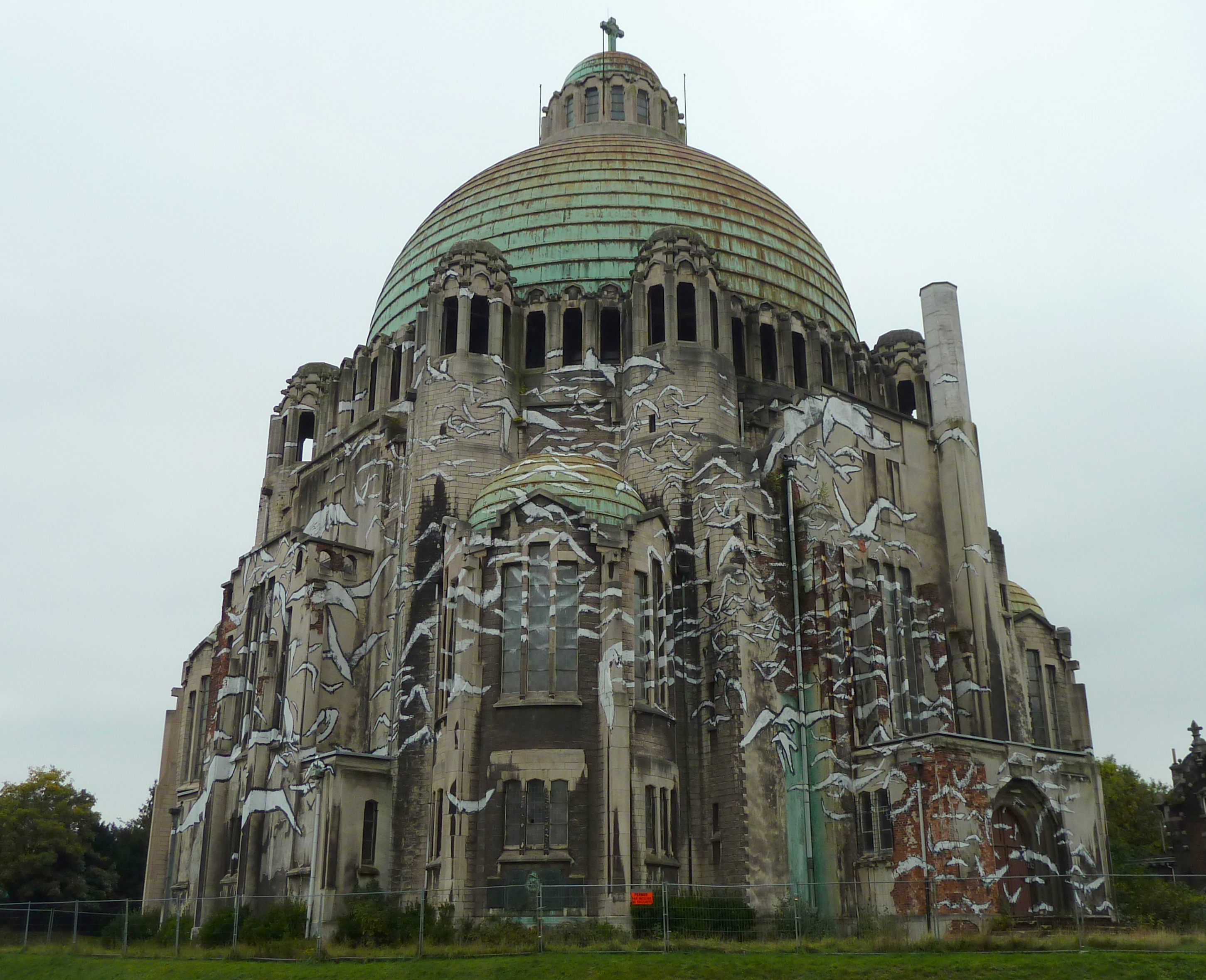
L'imponente "Chiesa del Sacro Cuore e di Nostra Signora di Lourdes" a Liegi, che ha subito la sconsacrazione ed è stata abbandonata a partire dal 2010; un esempio tipico del declino del cristianesimo nel Belgio contemporaneo.

Secondo un sondaggio condotto da Eurobarometro nel 2010:
- il 37% dei cittadini belgi crede che esista un qualche Dio;
- il 31% crede che esista una sorta di spirito o di forza vitale;
- il 27% non crede che esista alcuno spirito, Dio o forza vitale;
- il 5% ha rifiutato di rispondere.

Alcuni religiosi contestano le cifre precise, poiché non è chiaro quanti belgi che dicono di credere in Dio sono in realtà cristiani e quanti si definiscono cristiani pur rifiutando l'etichetta di "cattolico", avendo interrotto tutti i legami con la Chiesa. Viene messo in discussione anche il numero di quanti belgi cattolici sono diventati seguaci del deismo o si sono uniti all'evangelicalismo.

### Statistiche cronologiche

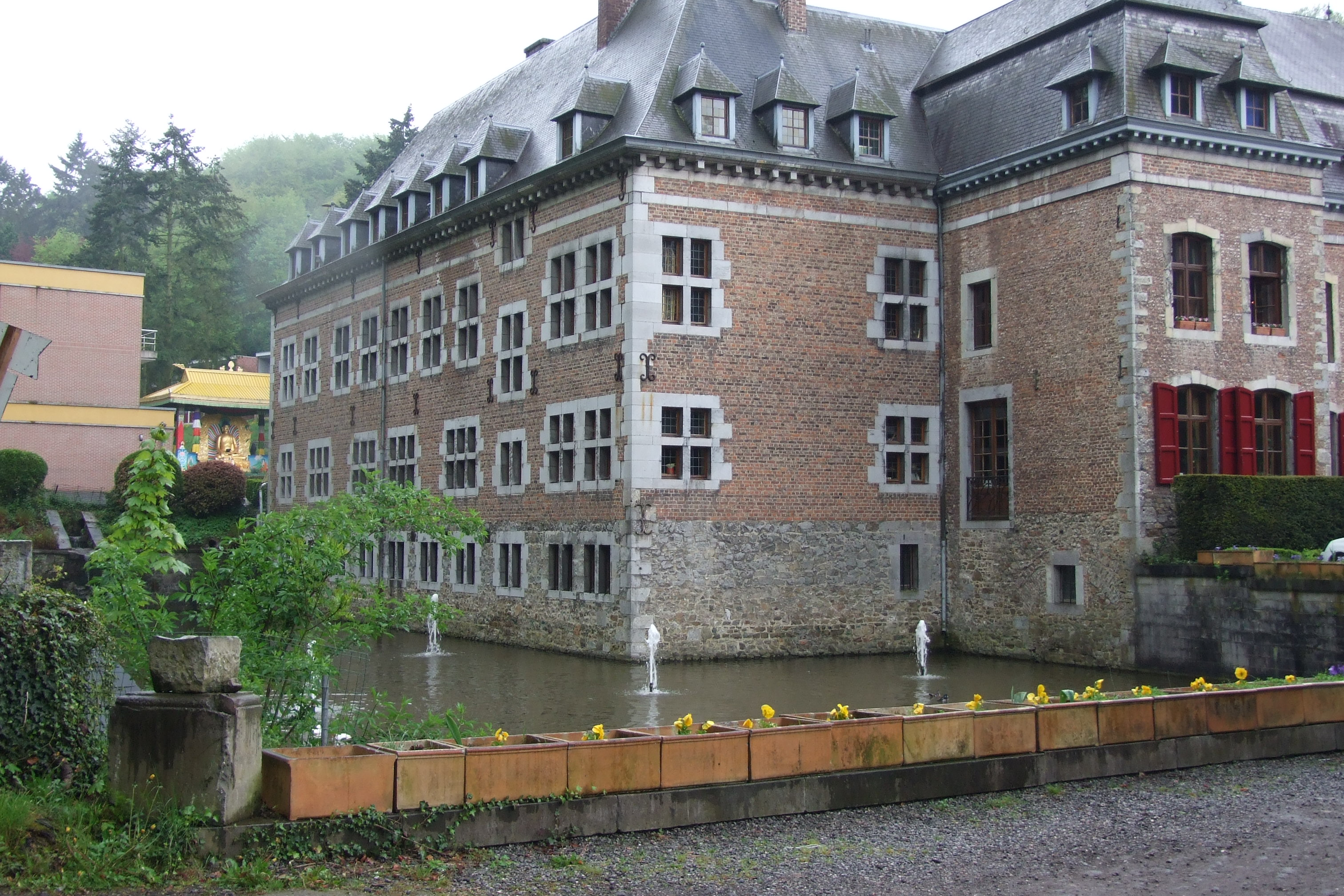
"Yeunten Ling in Huy", un castello di campagna trasformato in un monastero del buddhismo tibetano, una riutilizzazione comune dei castelli e degli ex monasteri cristiani che sta avvenendo sia in Belgio che nella vicina Francia.

| Gruppi religiosi                                                   | Popolazione % 1981 | Popolazione % 2009 | Popolazione % 2018 |
| ------------------------------------------------------------------ | ------------------ | ------------------ | ------------------ |
| Cristianesimo                                                      | 74.5%              | 52.5%              | 62.8%              |
| Cattolicesimo                                                      | 72%                | 50%                | 57.1%              |
| Protestantesimo e altri cristiani                                  | 2.5%               | 2.5%               | 5.1%               |
| Chiesa ortodossa                                                   | -                  | -                  | 0.6%               |
| Islam                                                              | 3%                 | 5%                 | 6.8%               |
| Ebraismo                                                           | 0.4%               | 0.4%               | 0.3%               |
| Buddhismo                                                          | -                  | 0.3%               | 0.3                |
| Altre religioni non specificate                                    | -                  | -                  | 0.5%               |
| Ateismo                                                            | 2.5%               | 9.2%               | 9.1%               |
| Irreligiosità e altre categorie (quando non contate separatamente) | 21.5%              | 32.6%              | 20.2%              |

## Religioni

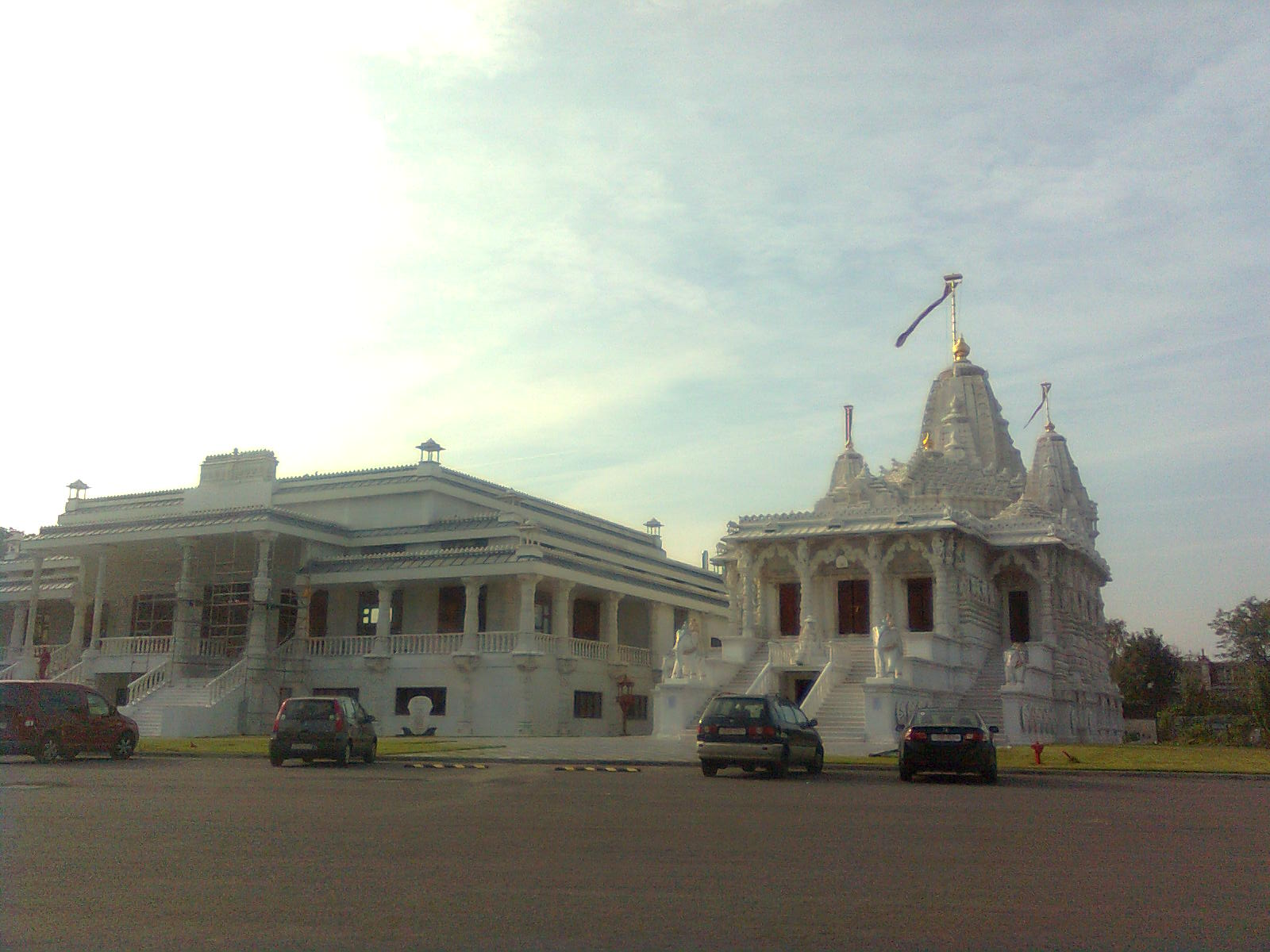
Tempio del Gianismo ad Anversa.

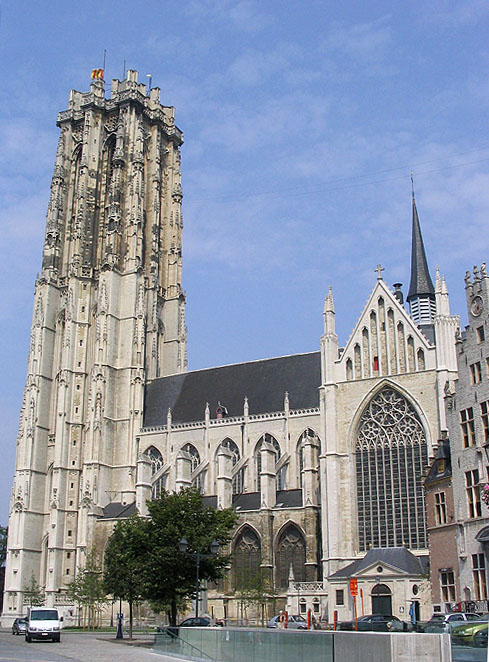
Cattedrale di San Rombaldo a Malines.

### Cristianesimo

#### Chiesa cattolica romana
Il cattolicesimo è sempre stato tradizionalmente la religione maggioritaria belga, con una forte presenza in particolare nelle Fiandre: lo stesso Belgio nasce per reazione dei cattolici nei confronti del protestantesimo olandese, staccandosi del Regno Unito dei Paesi Bassi. Tuttavia nel 2009 la presenza alla messa domenicale è stata del 5,4%, in picchiata dal 12,7% nel 1998.. A livello nazionale la presenza alle funzioni religiose festive è stata del 5% nel 2009, in calo rispetto all'11,2% del 1998. Secondo un sondaggio del 2012, il 58% della popolazione ha affermato di appartenere comunque alla Chiesa cattolica, anche se la maggior parte di essi non è praticante..
Fin dal 1998 la Chiesa cattolica pubblica annualmente voci chiave come la presenza maschile di domenica e il numero di bambini sottoposti al battesimo. Nel 2006 ha annunciato che la presenza maschile per il periodo delle vacanze di Natale è stata dell'11,5%, mentre la presenza complessiva nel fine settimana (non solo la domenica) è stata del 7% per la regione delle Fiandre. Dal 2000 la presenza domenicale nella stessa regione è diminuita di una media dello 0,5-1% annuale. Negli anni dal 2010 al 2016 12.442 fiamminghi hanno formalmente lasciato la Chiesa cattolica.

#### Anglicanesimo
Il Belgio ospitava 13 chiese anglicane a partire dal 2012, inclusa la Cattedrale della Santa Trinità. Fanno parte della Diocesi anglicana di Gibilterra in Europa della Chiesa d'Inghilterra.

#### Protestantesimo
Nel 1566, al culmine della Riforma protestante belga, c'erano circa 300.000 protestanti, corrispondente al 20% dell'intera popolazione. A partire dal 2012 il protestantesimo nel suo complesso rappresentava solo il 2% del totale. Ciò indica una diminuzione dello 0,5% rispetto al 2009. Il Pew Research Center propone una stima ancora minore posta all'1,4%.
Il "Consiglio amministrativo della religione protestante e evangelica in Belgio" è un gruppo di coordinamento che media tra i molti gruppi protestanti e il governo nazionale. La più grande denominazione protestante è la "Chiesa protestante unita del Belgio", con circa 138 chiese affiliate.

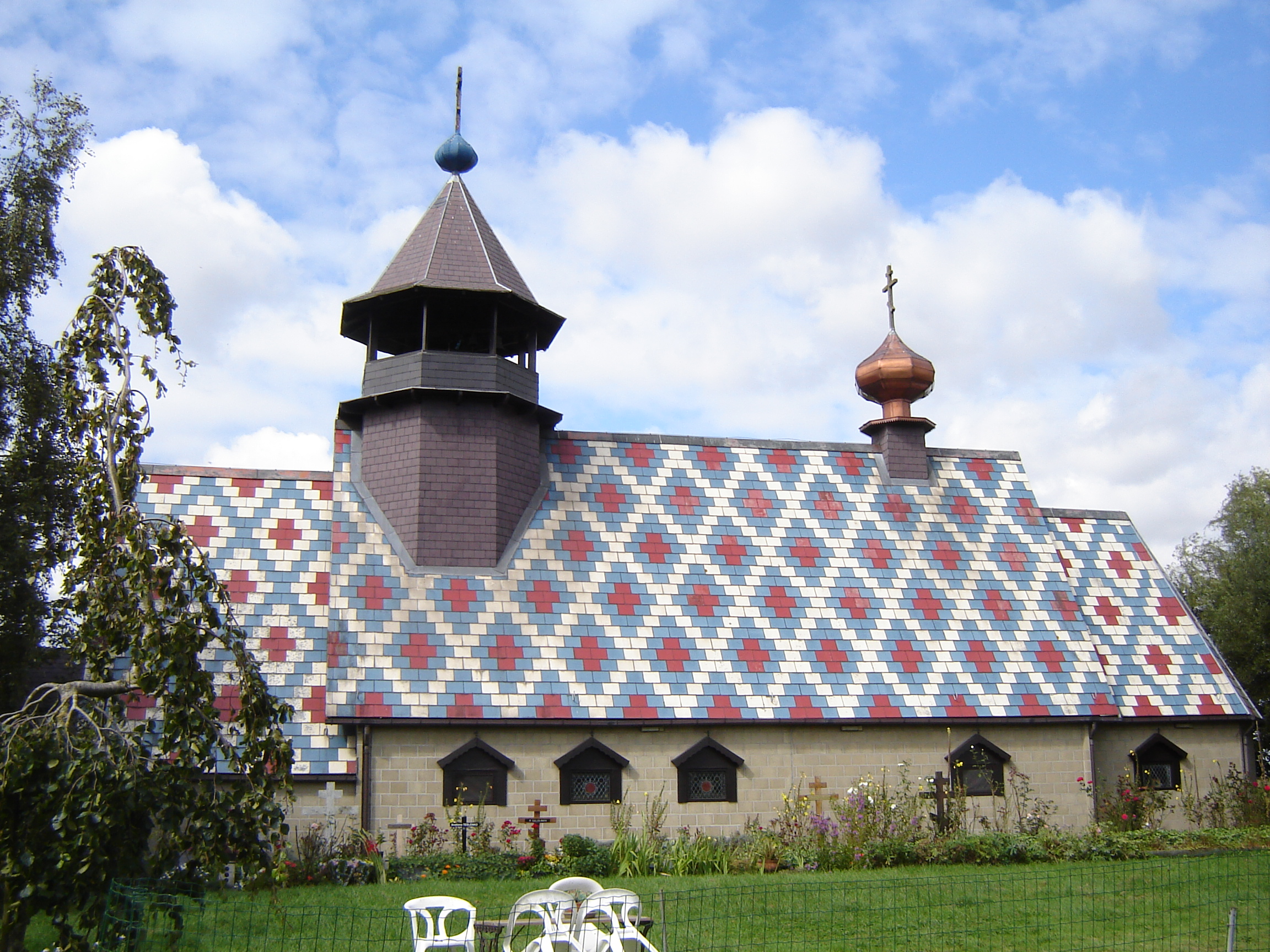
Un edificio del culto ortodosso a Diksmuide.

#### Cristianità ortodossa
La Chiesa ortodossa era la religione di circa l'1% dei belgi a partire dal 2012.
Le Chiese di rito orientale in Belgio sono suddivisa in diverse giurisdizioni canoniche:
- "Diocesi di Bruxelles e Belgio" della Chiesa ortodossa russa[16];
- "Metropolia del Belgio" del Patriarcato ecumenico di Costantinopoli;
- "Eparchia ortodossa serba dell'Europa occidentale" della Chiesa ortodossa serba;
- "Arcidiocesi ortodossa rumena dell'Europa occidentale" della Chiesa ortodossa rumena;
- "Eparchia dell'Europa centrale e occidentale" della Chiesa ortodossa bulgara.

#### Chiesa armena
Esiste una numerosa comunità di armeni che risiede nel paese, molti dei quali sono discendenti dei commercianti di che si sono stabiliti nel corso del XIX secolo. Uno dei settori più importanti in cui le comunità armene di Anversa operano è il campo della lavorazione e vendita del diamante nel quartiere denominato "diamond street"; alcune delle famiglie armene celebri coinvolte nell'attività sono gli Artiniani, gli Arslaniani, gli Aslaniani, i Barsamiani e gli Osganiani. La maggior parte di questi sono aderenti alla Chiesa apostolica armena, con una minoranza di aderenti alla Chiesa armeno-cattolica e alla Chiesa evangelica armena.

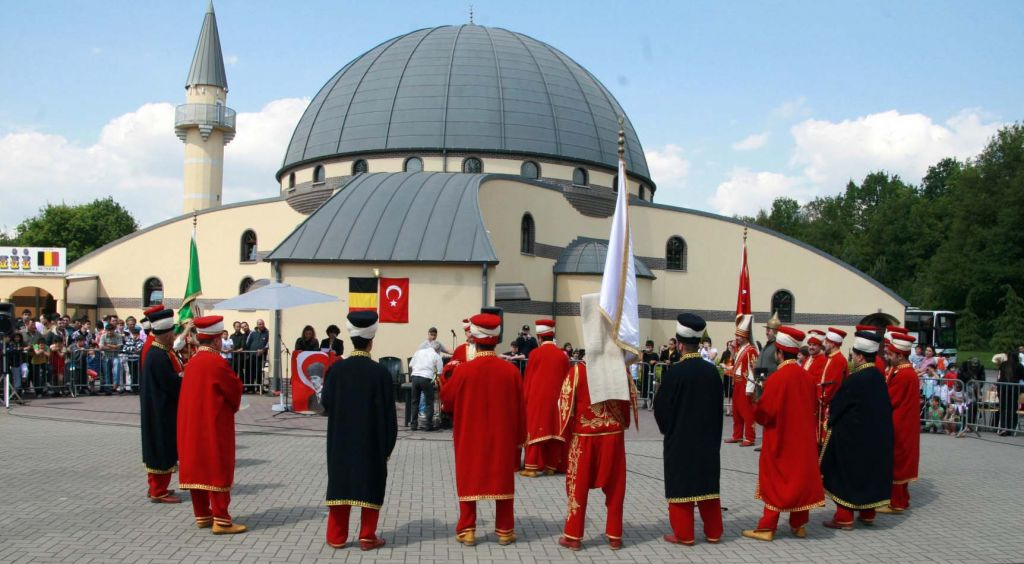
Moschea comunitaria dei Turchi in Belgio.

### Islam
Un sondaggio 2008 svolto nell'area francofona aveva riportato una percentuale di musulmani di circa il 12%; secondo le stime del 2009 invece erano il 5% della popolazione. Nel 2016 l'indagine Ipsos ha individuato un 3% di belgi che dichiara di essere credente dell'Islam.
Nel 2015 è stato stimato che il 7% dei belgi (781.887) erano musulmani, di cui 329.749 nelle Fiandre e venendo a formare il 5,1% della popolazione della regione, 174.136 nella Vallonia (il 4,9%) e 277.867 nella Regione di Bruxelles-Capitale (il 23,6%). Il numero di musulmani fiamminghi è stato invece stimato al 3,9% della popolazione a partire dal 2015.